# Liste des centres de population des territoires canadiens
Un centre de population est, selon les données de recensement canadiennes, est un endroit peuplé ou un ensemble relié d'endroits peuplés qui répondent aux caractéristiques démographiques d'une zone urbaine en ayant une population d'au moins 1 000 habitants et une densité supérieure ou égale 400 hab/km2.
Le terme fut introduit pour la première fois au recensement du Canada de 2011. Le terme précédemment utilisé par Statistique Canada est « région urbaine ».

## Territoires du Nord-Ouest
Au recensement de 2011, Statistique Canada lista trois centres de population dans les Territoires du Nord-Ouest.
| Rang | Centre de population | Groupe de taille | Population en 2011 | Population en 2006 |
| ---- | -------------------- | ---------------- | ------------------ | ------------------ |
| 1    | Yellowknife          | Petit            | 18,352             | 17,863             |
| 2    | Inuvik               | Petit            | 3,403              | 3,479              |
| 3    | Hay River            | Petit            | 2,806              | 2,874              |

## Nunavut
Au recensement de 2011, Statistique Canada lista sept centres de population dans au Nunavut.
| Rang | Centre de population | Groupe de taille | Population en 2011 | Population en 2006 |
| ---- | -------------------- | ---------------- | ------------------ | ------------------ |
| 1    | Iqaluit              | Petit            | 6,254              | 4,796              |
| 2    | Rankin Inlet         | Petit            | 2,266              | 2,358              |
| 3    | Arviat               | Petit            | 1,810              | 1,785              |
| 4    | Pangnirtung          | Petit            | 1,425              | 1,325              |
| 5    | Cambridge Bay        | Petit            | 1,375              | 1,147              |
| 6    | Baker Lake           | Petit            | 1,165              | 808                |
| 7    | Kugluktuk            | Petit            | 1,082              | 1,220              |

## Yukon
Au recensement de 2011, Statistique Canada lista un seul centre de population dans au Yukon.
| Rang | Centre de population | Groupe de taille | Population en 2011 | Population en 2006 |
| ---- | -------------------- | ---------------- | ------------------ | ------------------ |
| 1    | Whitehorse           | Petit            | 20,562             | 18,141             |